# ITV

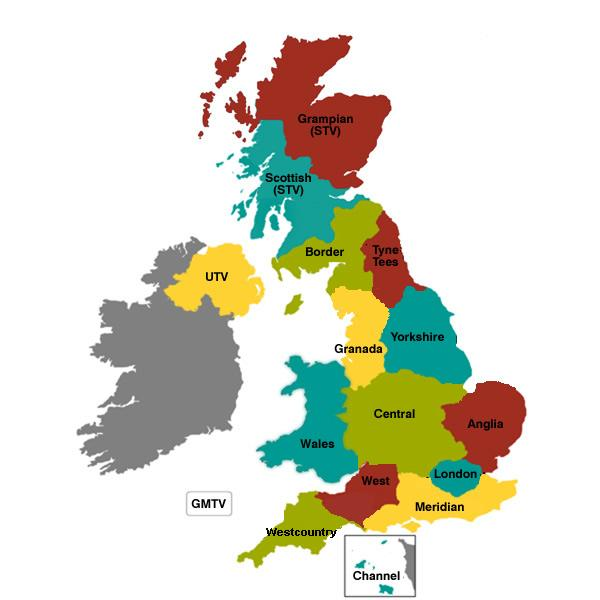
Karta över ITV:s regioner vilka sänder lokala nyheter och väder

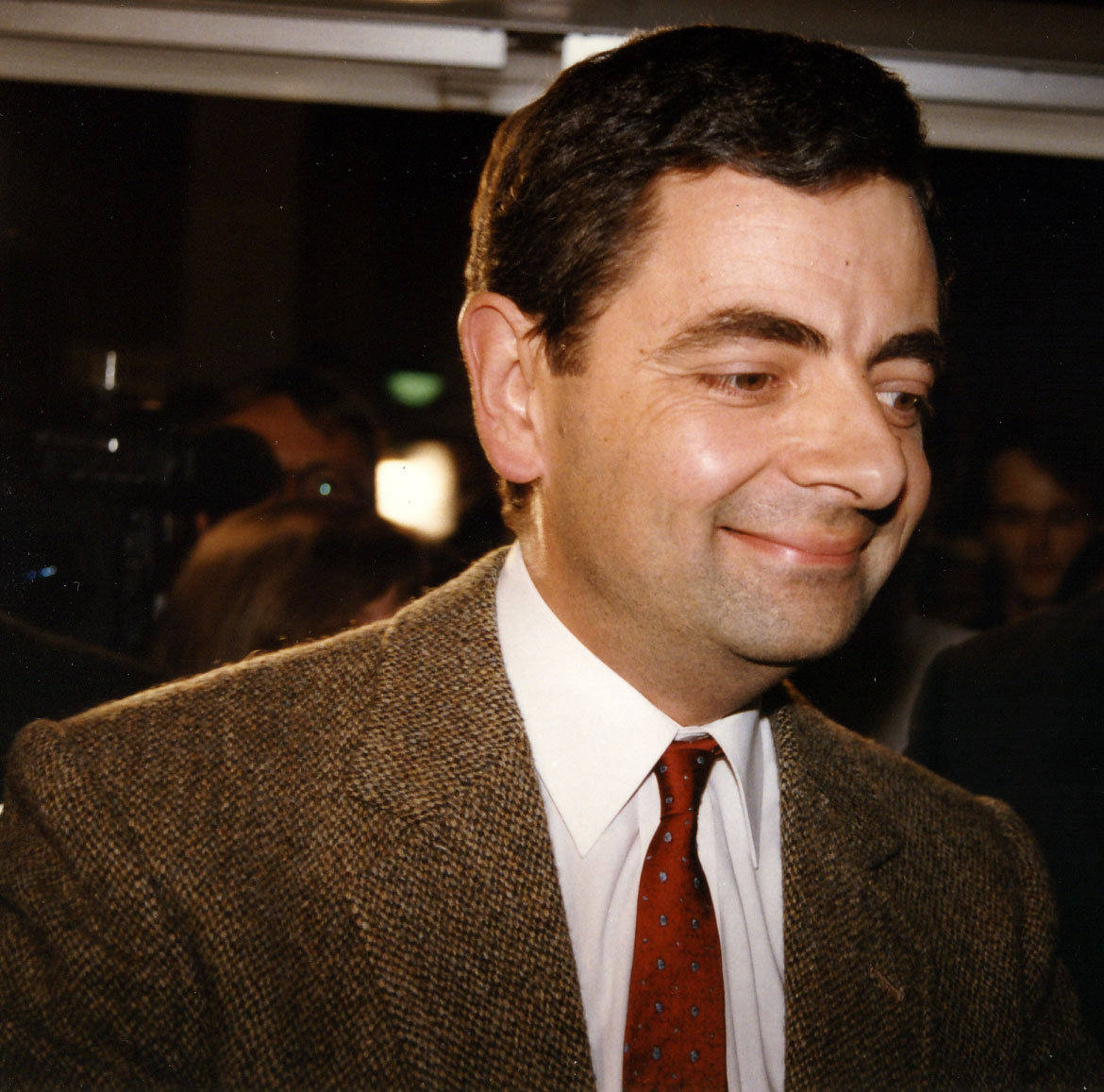
Rowan Atkinson, som har huvudrollen i ITV-programmet Mr. Bean.

ITV, Independent Television, är Storbritanniens första kommersiella televisionsbolag som skapades för att konkurrera med BBC redan 1954. ITV:s sändningar betecknas som public service broadcasting.
Förr namngavs tv-kanalen lokalt av varje företag och "ITV" var beteckningen på den nationella verksamheten. Under 1990-talet har de tidigare fristående bolagen köpts upp, gått samman och börjat använda gemensamma namn. Namnet ITV1 används på huvudkanalen med ITV2, ITV3, ITV4 och CITV som digitala nisckanaler. I England, Wales och södra Skottland ägs de elva licenserna av ITV plc som kallar kanalen för ITV1 och STV Group plc som äger två licenser i Skottland kallar sin kanal för stv.

## Historia

### De tidiga åren: 1954–1963
Efter mycken debatt i både det brittiska parlamentet och den brittiska pressen, antogs en ny tv-lag 1954. Denna lag banade väg för skapandet av en kommersiell tv-tjänst i Storbritannien och skapandet av Independent Television Authority (ITA). ITA ansvarade för att reglera den nya tjänsten så att de inte gick samma väg som de amerikanska tv-kanalerna. Exempelvis var det ett krav att tv-reklamen tydligt skildes från andra program.
Den "självständiga televisionen" (Independent Television), skulle skapas av regioner där varje region sköttes av olika företag. De tre största regionerna (London, Midlands och norra England) tilldelades två företag, ett som sände på vardagar och ett på helgerna. Annonsutrymmet såldes alltid av varje enskilt regionalt företag, istället för att vara gemensamt för hela landet. Anledningen till detta, till synes onödigt avancerade, system var att fullfölja 1954 års lags krav på konkurrens inom ITV-systemet (såväl som mot BBC) och förhindra att ett enda företag får monopol på alla kommersiella tv-sändningar.
Enligt ITA-licensen skulle ITV-företagen tillhandahålla en lokal tv-tjänst för just deras region med dagliga regionala nyheter och dokumentärer från regionen. De nationella nyheterna som behandlade händelser i Storbritannien och resten av världen producerades dock av Independent Television News (ITN). Tills nyligen var ITN samägt av alla ITV-företag.
Varje företag producerade också program som skulle visas över hela nätverket (även om beslutet om var, när och om programmet skulle visas fortfarande låg på varje regionalt företag). Varje region hade sin egen grafiska profil för att särskilja sig själv, eftersom regionerna ofta överlappade varandra.
Den första ITV-licenstagaren att börja sända var vardagstjänsten för London, Associated-Rediffusion, som inledde sändningarna den 22 september 1955.
Londons helgsändare, ATV, började sända två dagar senare. Därefter kom de andra regionerna:
| Datum             | Region                                                | Företag                                          |
| ----------------- | ----------------------------------------------------- | ------------------------------------------------ |
| 22 september 1955 | London (Vardag)                                       | Associated-Rediffusion                           |
| 24 september 1955 | London (Helg)                                         | ATV London                                       |
| 17 februari 1956  | Midlands (Vardag)                                     | ATV Midlands                                     |
| 18 februari 1956  | Midlands (Helg)                                       | Associated British Corporation (ABC)             |
| 3 maj 1956        | Norra England (Vardag)                                | Granada Television                               |
| 5 maj 1956        | Norra England (Helg)                                  | Associated British Corporation (ABC)             |
| 31 augusti 1957   | Centrala Skottland                                    | Scottish Television                              |
| 14 januari 1958   | Södra Wales och västra England                        | Television Wales and the West (TWW)              |
| 30 augusti 1958   | South Central and South East England                  | Southern Television                              |
| 15 januari 1959   | Nordöstra England                                     | Tyne Tees Television                             |
| 31 oktober 1959   | Nordirland                                            | Ulster Television                                |
| 27 oktober 1959   | Östra England                                         | Anglia Television                                |
| 29 april 1961     | Sydvästra England                                     | Westward Television                              |
| 1 september 1961  | Gränsen mellan England och Skottland samt Isle of Man | Border Television                                |
| 30 september 1961 | Nordöstra Skottland                                   | Grampian Television                              |
| 1 september 1962  | Kanalöarna                                            | Channel Television                               |
| 14 september 1962 | Norra och västra Wales                                | Wales (West and North) Television (Teledu Cymru) |

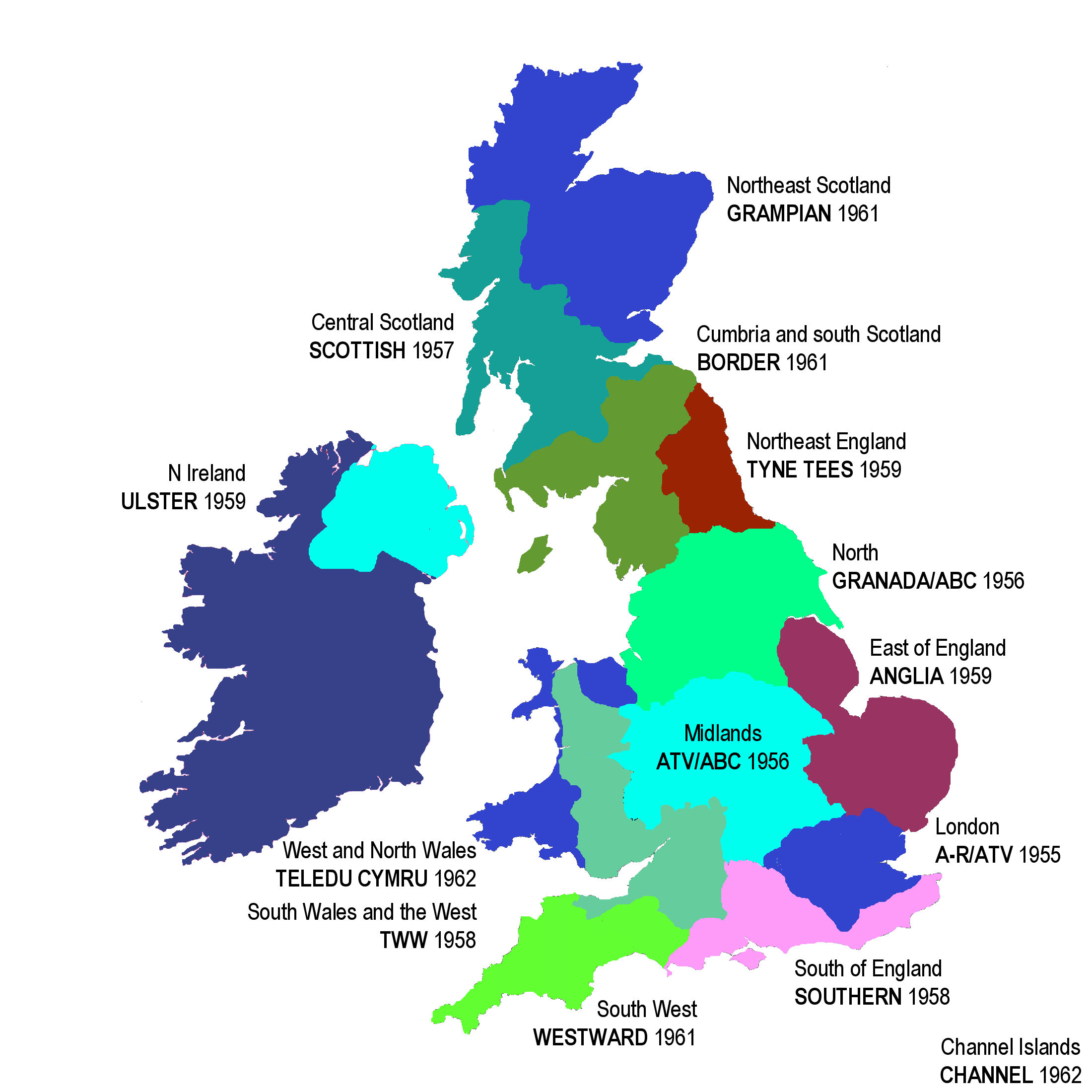
ITV:s regionsindelning 1962-1964.

Ursprungligen sändes ITV-kanalerna med 405-linjers VHF-frekvens. Den 15 november 1969 började vissa ITV-regioner med 625-linjers UHF, samtidigt som BBC1. Det dröjde dock innan färgteve spreds över alla ITV-regioner. 1976 sändes färgteve i nästan hela Storbritannien; Kanalöarna var sist ut att konvertera. 1982-1985 kunde man fasa ut 405-linjerssystemet.
Vanligtvis gjorde regionbolagen vinst några år efter sändningsstarten. Roy Thomson som var ordförande i Scottish Television under de tidiga åren beskrev ITV-licensen som "en licens för att trycka pengar". Så var dock inte fallet för Wales (West and North) Television. Deras avtal, som bland annat innefattade stor produktion av kymriska program, var för svårt att hålla och företaget meddelade att de var bankrutta 1964, det hittills enda ITV-företaget som gått detta öde till mötes. Istället fick dess lokaler och sändningsområde tas över av grannen Television Wales and the West.

### Den första upphandlingen 1964
Kontrakt för ITV-regioner var dock inte permanenta. ITA förnyade kontrakten några år i taget, men det var inte garanterat att bolaget fick stanna kvar, istället kunde ett annat företag ta över licensen.
Den första upphandlingen resulterade dock inte i att något företag förlorade sin licens, utan alla kontrakt förnyades för tre år från juli 1964. Företagen passade dock på att göra strukturella förändringar etc.

### Den andra upphandlingen 1968
Den andra upphandlingen skulle dock leda till dramatiska förändringar. Två viktiga förändringar gjordes mellan regionerna:
- Vid starten hade Midlands, Norra England och London haft två licenser var, en för helger och en för vardagar. Nu var det bara London som hade en sådan uppdelning.
- Norra England delades upp i två regioner: Nordväst samt Yorkshire och Lincolnshire.

Följande förändringar gjordes bland företagens licenser:
- Granada, som hade vardagslicensen för norra England fick nu sända sju dagar i veckan i Nordvästregionen.
- Lord Thompson of Fleet was required to divest himself of most of his holding in Scottish Television.
- Ett nytt företag, Yorkshire Television, gavs licensen för den nyskapade Yorkshire och Lincolnshire-regionen.
- ATV fick sjudagarslicensen för Midlands, vilket innebar att man tog över ABC:s helgsändningar.
- ABC och Rediffusion ombads av ITA att fusionera, vilket skapade Thames Television. Thames fick vardagslicensen för London som Rediffusion tidigare haft.
- London Weekend Television fick helglicensen för London och ersatte ATV.
- Mest kontroversiellt var att TWW förlorade licensen för Wales och västra England till Harlech Television, som kom att bli känt under namnet HTV.

Slutligen förändrades de lokala tv-guiderna för var region och ett nytt företag, Independent Television Publications, skapades som tog över London TV Times och producerade ett nationellt magasin med regionala editioner.
Dessa omfattande förändringar ledde till besvär i ITV-företagen som kulminerade i strejkaktioner när de nya företagen börja sända. ITV-samordnarna fick snabbt sätta ihop en nationell tv-station, ITV Emergency National Service, som sände över ITV under delar av augusti 1968.

### Den tredje upphandlingen 1974
Likt 1964, och olikt 1968, medförde kontraktsgranskningen 1974 knappt några förändringar.
ITV hade genom en akt 1972 fått namnet IBA eftersom de även kom att ansvara för lokalradiosändningar. De passade på att ge en sändare från Anglia till Yorkshire Television (YTV).
IBA tillät också viss gemensam verksamhet mellan företagen, exempelvis gemensam reklamförsäljning. YTV och Tyne Tees Television slogs samman till Trident Television, men behöll separata organisationer, kanaler, namn, styrelser etc.
Vid den här tiden kom också text-tv-tjänsten ORACLE.

### Den fjärde upphandlingen 1982
I slutet av 1980 såg IBA över ITV-licenserna igen för att skriva ut nya kontrakt med start 1 januari 1982. Det ledde till följande förändringar:
- ATV ansågs inte ha fokuserat tillräckligt på sin region och fick i uppgift att förändra sig om man ville behålla licensen. Det omdöpta företaget Central Independent Television tog över efter ATV 1982. Det var i stort samma företag som förändrats och flyttat huvudkontoret för att spegla Midlands bättre.
- Southern Television förlorade sin licens för södra England och ersattes av Television South (TVS).
- Westward Television förlorade likaså licensen för sydvästra England till Television South West (TSW).
- En ny nationell morgontelevisionslicens gavs till TV-am med en planerad start i maj 1983. IBA tillåt dock en tidigareläggning av starten till 1 februari 1983.
- Trident Television blev tillsagt att sälja majoriteten av aktierna i Yorkshire och Tyne Tees och de två företagen blev oberoende från varandra igen.

Måndagen den 4 september 1989 gjordes ett försök att ge ITV-nätverket en gemensam logotyp och identitet. Man lät därför från centralt designa en logotyp (av English Markell Pockett) och ta fram gemensamma vinjetter (med musik av David Dundas). Detta genomfördes med olika stor framgång; några regioner vägrade använda den gemensamma logotypen, andra övergav den efter något år.

### TV-lagen 1990
Margaret Thatchers Conservative Party avreglerade och privatiserade under stora delar av 1980-talet brittisk industri, inte undantaget television. En ny TV-lag 1990 banade väg för avreglering av brittisk kommersiell tv, vilket hade långtgående konsekvenser för ITV-systemet.
IBA försvann och ersattes av Independent Television Commission (ITC) och Radio Authority.
Den främsta förändringen var att systemet för licenstilldelning förändrades. Tidigare hade man haft en "skönhetstävling" där de intresserade företagen skulle vissa att de kunde producera bra program och ha välskötta finanser. Nu byttes det ut mot en budgivning där den som betalade mest fick licensen. Det nya systemet var kontroversiellt och fick kritik av de existerande ITV-företagen. Även ITC gick med på att ha en viss form av kvalietskrav.
Kravet på att ITV:s nyhetsföretag, ITN, skulle ägas exklusivt av alla ITV-företag försvann. Man döpte också om ITV till Channel 3, även om det aldrig slog igenom bland allmänheten. Den enda station som använde det namnet var Tyne Tees Television som kallades Channel 3 1996-1998.
Channel 4, som tidigare varit en del av IBA, blev nu ett statsägt företag likt BBC. De fick också börja sälja sitt eget reklamutrymme.

### Den femte upphandlingen 1993
Resultatet av Channel 3-upphandlingen 1991 för kontrakt med start 1 januari 1993 var:
- Television South West förlorade licensen för sydvästra England till Westcountry Television.
- Thames Television förlorade licensen för vardagssändningar i London till Carlton Television. Thames producerar dock fortfarande program för ITV, trots att de förlorat sin licens. Exempel är The Bill och Pop Idol.
- TVS förlorade licensen för södra England till Meridian Broadcasting.
- TV-am förlorade sändningarna av nationell frukostteve till Sunrise Television, som bytte namn till GMTV innan lansering på grund av en konflikt med BSkyB om namnet "Sunrise".
- ORACLE förlorade text-tv-licensen till Teletext Ltd.
- Alla andra företag fick behålla sina tillstånd.

Att Television South West och TVS förlorade licensen ledde till bråk mellan ITC och företagen, en disput som dock slutade till ITC:s fördel.

### Sammanslagningar efter 1993
Den nya lagen från 1990 innebar att det var möjligt för ITV-företag att fusionera (efter 1996 lättades reglerna ännu mer). Detta utnyttjades av många ITV-företag.
- 1993:
  - Yorkshire Television och Tyne Tees gick åter samman och skapade Yorkshire–Tyne Tees Television plc.
  - Carlton Television köper Central Independent Television.
- 1994:
  - MAI (senare United News and Media—UNM) köper Anglia Television.
  - Granada Television tar över LWT.
- 1996:
  - Carlton köper Westcountry Television.
  - United News and Media köper HTV.
- 1997:
  - Granada köper Yorkshire–Tyne Tees Television plc.
  - STV Group plc köper Grampian Television.
- 2000:
  - Granada köper Anglia, Meridian och HTV av UNM varpå Granada säljer HTV till Carlton för att följa de rådande reglerna.

Två gånger under 1990-talet försökte Carlton och Granada gå samman till ett nytt företag med alla Channel 3-licenser i England och Wales. I oktober 2003 meddelade regeringen att de inte skulle förhindra att en sammanslagning ägde rum, om man försäkrade att Scottish Media Group, UTV och Channel Television fortfarande var oberoende. Sammanslagningen ägde slutligen rum i slutet av january 2004 och nytt företag — kallat ITV plc — började handlas den 2 februari. Carltonägarna fick 32 procent av aktierna och Granadaägarna 68 procent i det nya företaget.
Valet av namnet "ITV plc" var dock kontroversiellt, eftersom det kunde verka som om företaget hade hand om hela nätverket. Därför gjordes en överenskommelse med STV Group plc, UTV och Channel innan det nya namnet kunde användas. Granada och Carlton har också kritiserats för att ha använt ITV-märket till misslyckade projekt, såsom betaltjänsten ITV Digital och ITV Sports Channel (både Granada och Carlton lanserade flera nu nedlagda kanaler under sina egna varumärken).
Även om ITV fortfarande är en av de viktigaste kanalerna i brittisk kommersiell television har företagets publikandel minskats i flera år, främst på grund av starten av satellit-tv, kabel-tv och på senare tid marksänd digital-tv. Som ett svar på detta har ITV plc lanserat tre extra kanaler. ITV2 som lanserades 1998, visar en blandning av importerade och brittiska program samt utökad bevakning av dokusåporna på ITV. ITV News Channel visar nyheter dygnet runt. År 2004 lanserades ytterligare en kanal, ITV3 och en fjärde kanal (ITV4) lanseras den 1 november 2005.
Den regionala programproduktionen har dragits ned mycket och programproduktionen för nationella program har av ITV plc koncentrerats till Manchester (Granada), London och till viss del Leeds (Yorkshire).

## Mottagning utanför Storbritannien
ITV är i likhet med BBC:s public service-kanaler inte officiellt tillgängliga utanför Storbritannien. Dock har ITV varit tillgängligt i angränsande länder sedan tidiga år. Exempelvis kan ITV mottas i större delen av Republiken Irland (främst via nordirländska UTV, men även HTV Wales).
När satellitsändningar inleddes var dessa först krypterade, men blev okrypterade år 2005 så att de kunde tas emot utan programkort eller abonnemang. För att hindra folk utanför Storbritannien från att titta på ITV, är sändningarna via satellit riktade mot Storbritannien. Trots detta är det på flera platser i Europa möjligt att ta emot de digitala sändningarna från satelliten Astra 2D om man har en tillräckligt stor parabolantenn. I till exempel Stockholmsområdet räcker det med en 120 centimeter stor parabol för att kunna ta emot sändningarna. Satelliten Astra 2D är numera ersatt av de nya satelliterna Astra 2E och Astra 2F. Detta innebär att de inhemska kanalerna BBC, ITV, Channel 4 och Five flyttats över dit. Mottagning av dessa satelliter utanför Storbritannien kräver ofta mycket stor parabolantenner och i många fall är inte mottagning möjlig överhuvudtaget.
För ITV är det viktigt att människor utanför Storbritannien inte tittar på kanalen, dels på grund av rättighetsavtal för inköp men även för att ITV ska kunna sälja sina program till andra tv-bolag. ITV har en omfattande produktion och en förutsättning för denna är de inkomster som man får in genom försäljning till andra tv-bolag.

## ITV-företag

### Tidigare ITV-företag
- Associated British Corporation (ABC Television): Norra England och Midlands helger (1956-1968)
- Associated-Rediffusion: London på vardagar (1955-1968)
- Associated Television Network Limited (ATV): Midlands på vardagar och London på helger (1956-1968); Midlands sju dagar i veckan (1968-1981)
- Southern Television: Södra och sydöstra England (1958-1982)
- Thames Television: London vardagar (1968-1992)
- TSW Sydvästra England (1982-1992)
- TVS: Södra och sydöstra England (1982-1992)
- TWW: Wales och Västra England (1958-1968). Se även ITSWW (mars-maj 1968)
- Westward Television: Sydvästra England (1961-1981)
- WWN: Norra och västra Wales (1962-1964)
- TV-am: TV-morgonprogram (1983-1992)
- ORACLE: Text-tv (1977-1992)
- Samt ITV Emergency National Strike Service i augusti 1968

### Nuvarande ITV-företag

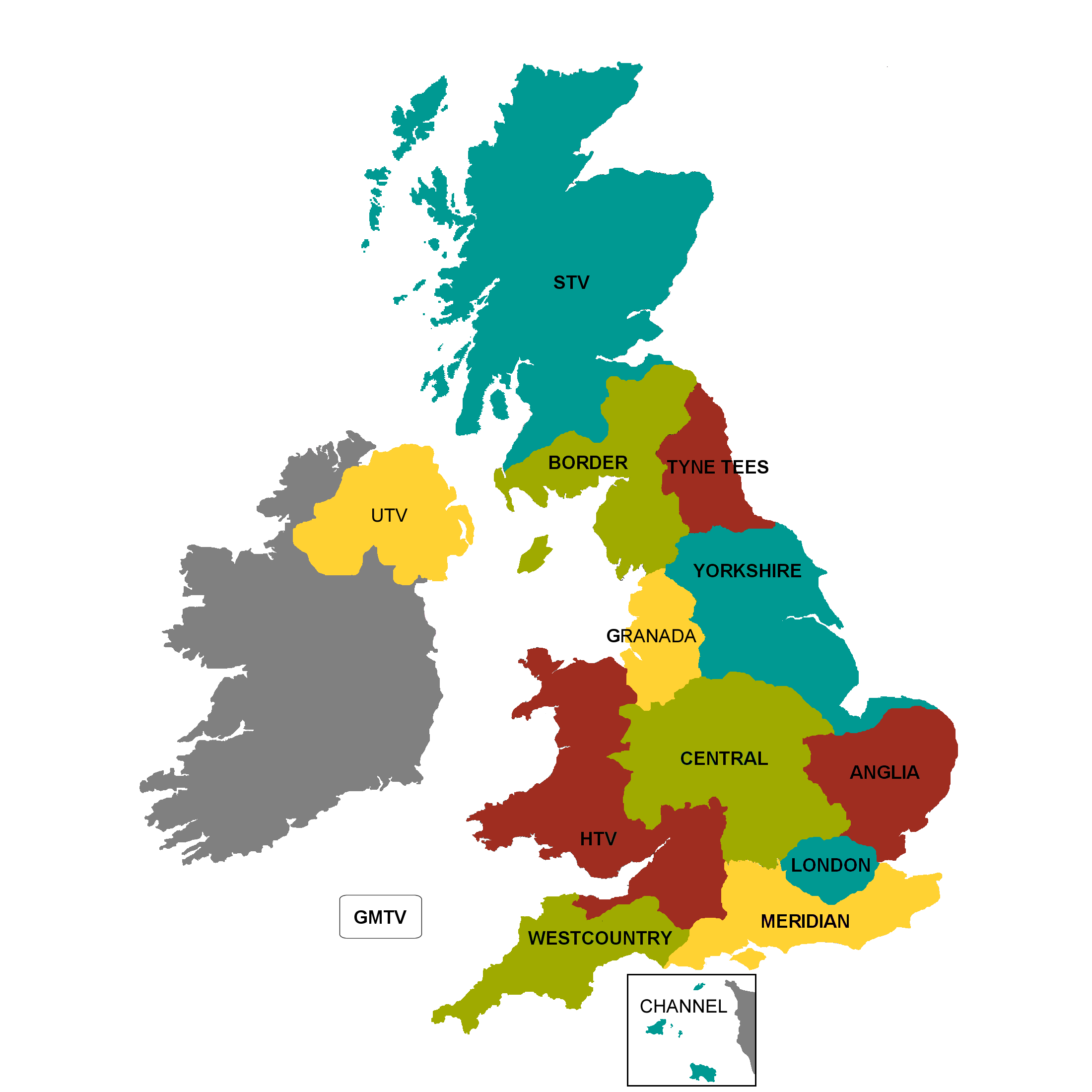
ITV:s nuvarande regionsindelning.

Följande företag har haft tillstånd att sända via ITV-nätverket sedan 1993. De listas efter hur ägargrupperingarna har sett ut sedan år 2004.
- Ägda av ITV plc:
  - Anglia Television: Östra England (1959-)
  - Border Television: Engelsk-skotska gränsen och Isle of Man (1961-)
  - Carlton: London på vardagar (1993-)
  - Central Independent Television: Midlands (1981-)
  - Granada Television: Norra England på vardagar (1956-1968); Nordvästra England (1968-)
  - HTV (ursprungligen "Harlech"): Wales och västra England (1968-)
  - London Weekend Television (LWT): London på helger (1968-)
  - Meridian Broadcasting: Södra och sydöstra England (1993-)
  - Tyne Tees Television: Nordöstra England (1958-)
  - Westcountry Television Sydvästra England (1993-)
  - Yorkshire Television: Yorkshire/Lincolnshire (1968-)
- Ägda av STV Group plc:
  - Grampian Television: Nordöstra Skottland (1961-)
  - Scottish Television: Centrala Skottland (1957-)
- Övriga regionala företag:
  - Channel Television: Kanalöarna (1962-)
  - Ulster Television: Nordirland (1959-)
- Företag för hela Storbritannien:
  - GMTV: Morgonteve (1993-)
  - Teletext Ltd: Text-tv (1993-)

### Fotnoter
1. ↑  Jason Stone (23 september 2015). ”Eric Cantona, Ian Wright for Nike feature in ITV anniversary ad round-up” (på engelska). Guardian. https://www.theguardian.com/media/2015/sep/23/eric-cantona-ian-wright-and-nike-feature-in-itv-anniversary-ad-round-up. Läst 19 februari 2017.